# Камский институт гуманитарных и инженерных технологий
Камский институт гуманитарных и инженерных технологий (КИГИТ) — частное высшее учебное заведение, расположенное в городе Ижевск. Один из двух негосударственных вузов Удмуртии. Ведёт подготовку по почти 30 специальностям и направлениям.
Создан в 1993 году, современное название — с 2001 года.

## История
Институт был основан в январе 1993 года как высший гуманитарно-инженерный колледж «АЭРОМЕХ». Основой для создания вуза стала модель Кембриджского университета. Поскольку одним из учредителей колледжа выступил Ижевский механический институт, ему были даны права спецфакультета ИМИ (с 1994 года — ИжГТУ). На следующий год колледж становится автономным учебным заведением Российской инженерной академии.
В 1996 году вузу предоставлена собственная лицензия на ведение образовательной деятельности. В 2001 году институт получил государственную аккредитацию и своё нынешнее имя. В 2008 году вуз открыл профильные классы в ряде ижевских школ, тогда же при институте начал работу Колледж инновационных технологий. В 2012 году по результатам проведённого среди вузов открытого конкурса КИГИТ выиграл 229 бюджетных мест для приёма на обучение студентов за счёт средств федерального бюджета.
В 2016 году Рособрнадзор лишил вуз государственной аккредитации по 8 направлениям. В числе причин такого решения надзорное ведомство указало на нарушения в части материально-технического обеспечения и на использование устаревших источников литературы в образовательном процессе.

## Учебные подразделения
По состоянию на 2020 год в состав института входят 3 кафедры:
- Кафедра инженерных, энергоресурсосберегающих и информационных технологий в нефтегазовой и архитектурно-строительных отраслях
- Кафедра общетехнических, физико-математических и естественных наук и дисциплин
- Кафедра социально-экономических и гуманитарных дисциплин и технологий[1].